# Барки (Рибкинське сільське поселення)
Ба́рки (рос. Барки, ерз. Пиче веле) — присілок у складі Ковилкінського району Мордовії, Росія. Входить до складу Рибкинського сільського поселення.
Населення — 162 особи (2010; 218 у 2002).
Національний склад станом на 2002 рік:
- мордва — 82 %